# Boschi Sant’Anna
Boschi Sant’Anna – miejscowość i gmina we Włoszech, w regionie Wenecja Euganejska, w prowincji Werona.
Według danych na rok 2004 gminę zamieszkuje 1346 osób, 168,2 os./km².